# Concepción Mariño
Concepción Mariño (1790; Valle del Espíritu Santo, Nueva Esparta - 1856; Chacachacare, colonia británica de Trinidad) hija de Santiago Mariño de Acuña, español establecido en Venezuela y Atanasia Carige Fitzgerald, irlandesa, así como hermana de Santiago Mariño. Formó parte de la Guerra de Independencia de Venezuela, apoyando fielmente la causa emancipadora.

## Pañal patriota
Nace en una familia adinerada de la alta aristocracia, contraria a las tiranías y autocracias, partidaria de las ideas liberales, esto fue una influencia decisiva en la participación de los Mariño en las luchas por la independencia de Venezuela. Se distinguió por ser una mujer muy refinada y de excelente cultura.
El matrimonio de sus padres, Mariño-Carige poseía haciendas en la provincia de Trinidad y en la región oriental de Venezuela, entre ellas una en el islote de Chacachacare y otra en la zona continental de Delta Amacuro. Contrajo matrimonio con José María Sanda de cuya unión nacieron, 5 hijos. Luego de casarse heredó la hacienda de Chacachacare y a un considerables bienes en tierras y propiedades.

## Guerra de Independencia
Luego de la pérdida de la Primera República a mediados de 1812, Concepción se convirtió en una mujer tenaz, de gran coraje. Su hacienda de Chacachacare perteneciente a la colonia británica de Trinidad (actual Trinidad y Tobago) se convirtió en el sitio de reunión de los republicanos. Concepción jugaba un papel fundamental para las fuerzas patrióticas, se encargó del contrabando de armas desde Trinidad hasta Tierra Firme, para ser utilizadas por las tropas de Simón Bolívar aunque esto ocasionó un juicio bajo la Ley Marcial de las autoridades inglesas y el decomiso de los bienes de su hermano, aunque ella fue respetada.
El 2 de enero de 1813, en la hacienda de Chacachacare, toma un papel decisivo en la Campaña para libertar el Oriente Venezolano, ese mismo día se firma en su hacienda el Acta Chacachacare en donde se menciona a Concepción como "Magnánima Mujer", y se dio el comienzo a la Campaña de Oriente.
Su solidaridad con la causa independentista continuó, luego de formarse la Tercera República; en 1821, Venezuela se enfrentaba ante la amenaza de Miguel de la Torre, esto motivo a Concepción, quién condujo buques de su propiedad desde la colonia británica de Jamaica, que contenían armas para el Ejército de Bolívar.

## Vida posterior
Al morir su hermano en 1854, todavía seguía viviendo en la hacienda de Chacachacare. en la cual después murió en el año 1856.
En honor a su memoria, con su nombre designaron un ferry de la naviera Conferry.